# Толкияз
Толкияз — деревня в Пестречинском районе Татарстана. Входит в состав Янцеварского сельского поселения.

## География
Находится в северо-западной части Татарстана на расстоянии приблизительно 24 км на восток по прямой от районного центра села Пестрецы у речки Мёша.

## История
Известна с 1680 года. Упоминалась также как Толкиш, Толкишка. В 1872 году была открыта школа Братства святителя Гурия. Относится к числу населенных пунктов, где проживают кряшены.

## Население
Постоянных жителей было: в 1782 году — 36 душ мужского пола, в 1859—166, в 1897—245, в 1908—326, в 1920 и 1926 — по 355, в 1938—285, в 1949—395, в 1958—257, в 1970—273, в 1979—209, в 1989—123, в 2002—73 (татары 96 %, фактически кряшены), 68 в 2010.